# Walter Santoro
Walter Santoro Baratçabal (29 de abril de 1922 - 29 de abril de 2011) fue un político y abogado uruguayo perteneciente al Partido Nacional.

## Biografía
Graduado como abogado en la Universidad de la República, militó desde su juventud en filas nacionalistas. Acompañó al caudillo Luis Alberto de Herrera, y en 1954 fue elegido diputado por el departamento de Canelones, iniciando una dilatada carrera parlamentaria que se extendería hasta el año 2000. 
Fue ministro de Industria y Trabajo durante el segundo Consejo Nacional de Gobierno de mayoría nacionalista entre 1963 y 1964.
En 1971 participó en la fundación del Movimiento Por la Patria, dirigido por Wilson Ferreira Aldunate. En las elecciones de 1971 obtuvo una banca en el Senado, que ocupó hasta el Golpe de Estado del 27 de junio de 1973.
Tras las elecciones internas de los partidos políticos de 1982, integró la Convención del Partido Nacional que se instaló seguidamente. En las elecciones que pusieron fin a la dictadura, resultó elegido nuevamente diputado. Tras la muerte de Ferreira Aldunate, se acerca a Luis Alberto Lacalle, con quien acuerda un lugar en la lista al Senado del Herrerismo para los comicios de 1989. Tras el triunfo de Lacalle en la carrera por la Presidencia, Santoro se transforma en uno de los principales senadores del oficialismo (e inclusive llegó a ocupar el sillón presidencial por breves días). 
En 1994 se separa de Lacalle e impulsa la candidatura a la Presidencia de Alberto Volonté por el sector Manos a la Obra. En dichas elecciones, retiene su banca en el Senado. Abandona finalmente el Parlamento en 2000.
Falleció el 29 de abril de 2011 a los 89 años, en su casa de Santa Lucía, Canelones.